# Imagine: Wedding Designer
Imagine: Wedding Designer é um jogo de video game exclusivo para o Nintendo DS, sendo um dos títulos da linha Imagine de jogos eletrônicos. O jogo foi desenvolvido pela empresa brasileira Southlogic e publicado pela Ubisoft.

## O jogo
O jogo se baseia no desenvolvimento de uma festa de casamento, onde o jogador deve criar desde o vestido de casamento até a decoração de toda a festa. Existem diversas opções de locações, músicas, decorações entre outros personalizados. 

## Ligações Externas
- Ficha do jogo no IGN (em inglês)